# Theater auf der Wieden
Il Theater auf der Wieden, chiamato anche Freihaus-Theater auf der Wieden o Wiednertheater, era un teatro situato nell'allora periferia di Vienna nel distretto di Wieden verso la fine del XVIII secolo. Era il "teatro del popolo". Esistette per soli 14 anni (1787-1801), ma durante questo tempo fu la sede della prima di non meno di 350 opere teatrali, delle quali la più celebre fu Il flauto magico di Mozart. Durante la maggior parte di questo periodo il direttore del teatro fu Emanuel Schikaneder, oggi ricordato come librettista e impresario de Il flauto magico.

## Origine

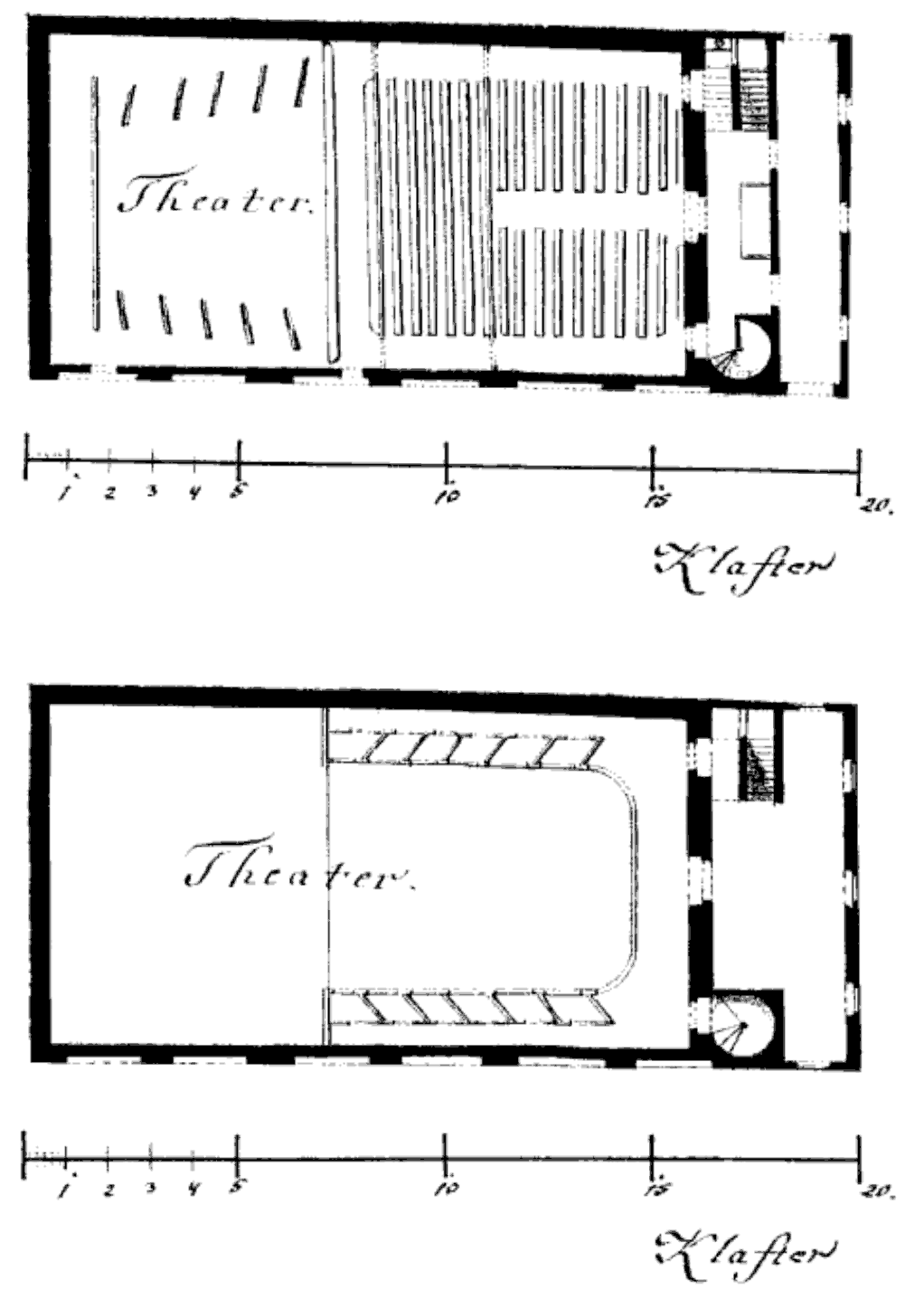
Pianta del piano terra e della prima galleria, del 1789.

Il "Freihaus" fu un grande complesso di imprese e di residenze appartenenti alla famiglia Starhemberg. Si trovava al margine settentrionale del borgo di Wiedner, separato dal centro della città dal Glacis, l'anello di terra aperta che circondava Vienna con scopi di difesa militare.
Il Freihaus attirò uno sviluppo intensivo, perché da un precedente decreto imperiale (1647) era esente da tassazione.  Il complesso venne chiamato "Starhembergische Freihaus" ("casa franca degli Starhembergs"), da cui derivò il nome di "Freihaus-Theater".
Christian Rossbach, regista teatrale che già aveva realizzato spettacoli di successo a Vienna per diversi anni, presentò una domanda per poter costruire un nuovo teatro nel Freihaus. Questa venne accettata il 16 marzo 1787 e la costruzione ebbe inizio su progetto dell'architetto Andreas Zach. L'edificio venne ultimato in sei mesi e venne inaugurato 14 ottobre.

## Struttura
Il teatro era strutturato su tre piani con un parterre e due gallerie. Le pareti esterne ed il tetto erano in mattoni e l'interno in legno. Secondo Krzeszowiak il teatro "aveva un'ottima acustica". Nessuna descrizione della capacità del teatro è giunta ai nostri giorni. Le dimensioni del teatro erano di 30 m per 15;. Tutti i riferimenti di Lorenz provengono dalla versione web. secondo Buch il teatro doveva avere più di 500 posti; stimati poi 800 e 1.000 in seguito ad un ampliamento effettuato da Emanuel Schikaneder.
Il palcoscenico era di notevoli dimensioni misurando 12 metri sui 30 di lunghezza totale dell'edificio. Secondo Honolka era "pianificato fin dall'inizio per un'opulenta scenografia". Esaminando le opere teatrali e i libretti di Emanuel Schikaneder, Buch deduce che era dotato di "una palcoscenico meccanico con tre botole, pareti mobili e fondali, oltre a dispositivi per ospitare macchine volanti, produrre tempeste, battaglie navali ed effetti similari."

## Storia delle rappresentazioni
Il direttore fondatore fu Cristian Rossbach che mantenne il ruolo dall'ottobre 1787 al marzo 1788. L'avventura di Rossbach durò solo pochi mesi e si concluse con un fallimento finanziario, nonostante una dispensa dell'Imperatore di poter rappresentare anche durante la quaresima. Prima provò a spostarsi in teatri più economici a Vienna e poi, con metà della sua troupe, si spostò in Moravia.
A Rossbach succedette Johann Friedel, che gestì le produzioni dal marzo 1788 alla sua morte nel marzo 1789. Friedel operò in collaborazione con la sua amante Eleonore Schikaneder, la moglie separata dell'ex socio di Friedel, Emanuel Schikaneder. Come già successo a Rossbach, Friedel non fu in grado di rendere il teatro un successo, nonostante i miglioramenti alla proprietà e l'allestimento di ben nove produzioni nel periodo di due settimane. Secondo Honolka "non avevano neanche il tempo di effettuare una prova".
A seguito della morte di Friedel, Eleonore, riconciliatasi con il marito, lo invitò ad assumere la direzione, che egli ricoprì dal luglio 1789 fino alla chiusura del teatro nel giugno del 1801. Schikaneder creò una nuova compagnia da una parte dei componenti della squadra di Friedel e in parte da personale che portò con sé dalla sua ex compagnia che si esibiva a Ratisbona. La nuova gestione propose "opere per lo più tedesche con canti e musiche di scena (tragedie, commedie e spettacoli con macchine sceniche elaborate)." La società mise in scena Il ratto dal serraglio di Mozart in aprile e maggio del 1789.
A partire dal 1789, la società di Schikaneder organizzò una serie di opere fiaba. Tra queste, La pietra filosofale (Der Stein der Weisen) realizzata in modo collaborativo e alla quale Mozart contribuì per una piccola porzione della musica. La serie opere-favola culminò con la prima, nel settembre 1791, de Il Flauto Magico. Quest'ultimo fu un successo e venne rappresentato per più di 100 spettacoli nel solo primo anno, 223 volte nel corso dell'attività totale del teatro.
Il teatro continuò ad essere usato per l'opera fino al 1801, quando Schikaneder spostò la troupe nel nuovo Theater an der Wien. Il principe Starhemberg, un uomo d'affari efficiente, abbatté prontamente il vecchio teatro e lo sostituì con un palazzo residenziale. Le tegole vennero reinstallate nella chiesa parrocchiale di Perchtoldsdorf, dove possono essere viste ancora oggi.
Ignaz von Seyfried (1776-1841) fu il direttore musicale del teatro nel periodo 1798-1801, continuando in questo ruolo presso il Theater an der Wien fino al 1826. Nel 1840, scrisse un contributo alla Neue Zeitschrift für Musik (12/46, 5 giugno 1840) in cui descriveva il Theater an der Wieden in termini alquanto dispregiativi: "... per quel luogo limitato, non molto meglio di una baracca di legno, Mozart compose il suo immortale Flauto Magico". Recenti ricerche d'archivio hanno dimostrato che questa descrizione è sicuramente falsa.